# Depeche
En depeche eller ambassadøranalyse betegner en ambassadørs personlige politiske beretning til sit lands udenrigsminister. Depechen bør fremtræde som en let læselig, koncentreret, upolemisk og overskuelig information på højt analytisk niveau, der kan stå sig i konkurrencen med anden udenrigspolitiske analysevirksomhed. De temaer, der behandles i en depeche, bør have et bredere perspektiv end det helt dagsaktuelle.